# Aleksy Rżewski
Aleksy Wincenty Rżewski (ur. 6 lipca 1885 w Łodzi, zm. 20 grudnia 1939) – polski działacz socjalistyczny i niepodległościowy, notariusz, pierwszy prezydent Łodzi w II RP (1919–1923), członek zarządu Związku Powiatów Rzeczypospolitej Polskiej w 1933 roku.
Używane pseudonimy i kryptonimy: główny – „Przebój”, inne: Adamski Józef, A.R., Jan, Jan Mroczek, Polus, Zdzisław Srebrzyński, Ape.

## Życiorys

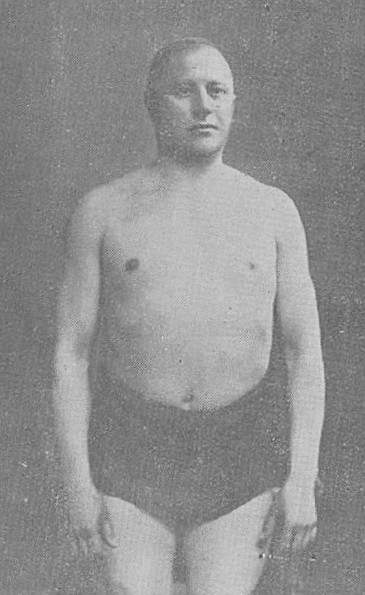
Aleksy Rżewski jako sportowiec (ok. 1927).

Urodził się w rodzinie robotniczej, która niegdyś (ze strony ojca) posiadała młyn we wsi Srebrna koło Łodzi, skonfiskowany przez władze carskie w ramach represji za udział stryja Henryka w powstaniu styczniowym. Pradziadek Aleksego Rżewskiego walczył w Legionach Polskich gen. Henryka Dąbrowskiego.
Rżewski był członkiem i aktywnym działaczem początkowo Polskiej Partii Socjalistycznej-Prawica (do 1923), a następnie (1904-1911) Organizacji Bojowej PPS. Aktywny uczestnik rewolucji 1905–1907 roku w ramach OB PPS, w czasie tzw. powstania łódzkiego w czerwcu 1905 roku. Podczas tych wydarzeń został postrzelony w nogę.
Wraz z Tomaszem Arciszewskim, późniejszym premierem Rzeczypospolitej Polskiej na Uchodźstwie (1944–1947), współtworzył miejscowy organ prasowy PPS – „Łodzianin”.
W 1907 roku został aresztowany i osadzony w więzieniu w Sieradzu, a w 1908 roku wysłany prewencyjnie do najdalszej europejskiej guberni Rosji, skąd zbiegł wiosną 1909 roku. Po krótkim pobycie w domu udał się na emigrację do Francji, gdzie zatrudnił się w fabryce wagonów w Lunéville. Tu, nie znalazłszy odzewu dla podejmowanych prób działalności społecznej i politycznej, w maju 1909 roku wyjechał do Niemiec do Ludwigshafen. Tu zatrudnił się w fabryce chemicznej, gdzie po jakimś czasie uległ wypadkowi poparzenia substancją żrącą w wyniku czego przebywał na 3-miesięcznej rekonwalescencji. Potem wyjechał do Mannheim, gdzie zatrudnił się w fabryce metalowej. Tu podjął krótką, acz efektywną działalność w środowisku polskich robotników. Z tego powodu zagrożony wydaleniem przez władze niemieckie powrócił do Łodzi najpóźniej na przełomie listopada i grudnia 1910 roku, a 30 grudnia złożył podanie o przyjęcie do pracy w przedsiębiorstwie podmiejskiej komunikacji tramwajowej pn. Łódzkie Wąskotorowe Elektryczne Koleje Dojazdowe – ŁWEKD. Został zatrudniony na stałe w lutym 1911 roku w zajezdni „Brus”, na linii konstantynowskiej. Przede wszystkim pracował jako konduktor, ale miał uprawnienia do prowadzenia pociągów tramwajowych, które były wykorzystywane przez kierownictwo zajezdni w sytuacjach awaryjnych lub na zastępstwach.
13 marca 1916 roku, w niezbyt jasnych okolicznościach, usiłował popełnić samobójstwo w biurze dyrekcji ŁWEKD przy ówczesnym Pasażu Meyera (ob. S. Moniuszki) 10. Na skutek tego z dniem 20 marca 1916 roku został zwolniony z pracy za „niespokojne usposobienie”. Stosunkowo szybko, bo po miesiącu, powrócił do aktywnego życia społecznego godząc się na przyjęcie funkcji sekretarza w Kooperatywie Spożywczej „Ogniwo”.
Po wybuchu I wojny światowej aktywnie włączył się do pracy polityczno-społeczno-niepodległościowej prowadząc w Łodzi i okolicy werbunek do Polskiej Organizacji Wojskowej. Aresztowany przez okupanta niemieckiego w grudniu 1917 roku, uciekł podczas konwojowania go do więzienia przy ul. Długiej (dziś ul. Gdańska 13 w Łodzi; obecnie siedziba Muzeum Tradycji Niepodległościowych) po przesłuchaniu na posterunku policji, wykorzystując przejeżdżający obok w tramwaj.
W czasie odzyskiwania niepodległości przez Polskę (listopad 1918) był aktywny w Radomiu. 8 listopada premier Daszyński mianował Rżewskiego komisarzem Radomia. W grudniu 1918 roku Rżewski został odwołany z tego stanowiska i od 4 grudnia 1918 do 26 marca 1919 roku był komisarzem rządowym Łodzi z ramienia „pepesowskiego” Tymczasowego Rządu Ludowego Republiki Polskiej Ignacego Daszyńskiego powstałego w Lublinie.
27 marca 1919 roku nowa, w większości „pepesowska” (socjalistyczna), Rada Narodowa miasta Łodzi wybrała go prezydentem miasta, pierwszym w niepodległej Polsce. Jedną z jego pierwszych decyzji było wprowadzenie w Łodzi powszechnego obowiązku nauczania dzieci na poziomie szkoły powszechnej (podstawowej), jako pierwszym w Polsce, kilka miesięcy przed ustawowym obowiązkiem na obszarze całej Polski.
Rżewski rozpoczął zakrojoną na szeroką skalę operację zbadania potrzeb edukacyjnych dzieci. Łódzcy urzędnicy spisywali wszystkie dzieci zamieszkałe w mieście, by przygotować odpowiednią liczbę klas szkolnych, a następnie fundowali odzież, wyżywienie i materiały edukacyjne, by zachęcić rodziców do posyłania dzieci do szkół. Ostatecznie w roku szkolnym 1919/1920 do szkół poszło ponad 50 z 70 tys. dzieci objętych obowiązkiem szkolnym. Łącznie w ciągu czterech lat swojego urzędowania doprowadził do wybudowania sześć szkół, utworzył gimnazjum, szkołę handlową, seminarium nauczycielskie i przystąpił do organizowania wieczorowego szkolnictwa dokształcającego. Ponadto doprowadził do budowy dwóch ogólnodostępnych parków miejskich z bazą sportową. W tymże samym roku podjął problem kanalizacji miasta, tworząc w ramach Zarządu Miasta Wydział Kanalizacji i Wodociągów.
W maju 1921 roku podjął próbę, z mocy koncesji, przejęcia miejskiej komunikacji tramwajowej wkraczając z kilkoma członkami Zarządu Miasta do biura Kolei Elektrycznej Łódzkiej. Ostatecznie, po twardych negocjacjach, miasto uzyskało 1/3 udziałów w Spółce KEŁ i tym samym wpływ na kształtowanie miejskiej sieci tramwajowej.
Na stanowisku prezydenta miasta pozostał do 1 lipca 1923 roku, kiedy musiał je opuścić w wyniku przegranych przez PPS kolejnych wyborów samorządowych.
Od 1923 do wiosny 1927 roku był Naczelnikiem Urzędu Stanu Cywilnego w Łodzi. 1 kwietnia 1927 objął stanowisko starosty łódzkiego, które piastował do 30 marca 1933 roku. W tym czasie aktywnie wspierał, jako jeden z inicjatorów, budowę miasta-ogrodu Tuszyn-Las (poświęcenie kamienia węgielnego w maju 1928 roku). W tym też okresie znany był w Łodzi również jako propagator zapasów. Sam uprawiał różnego rodzaju dyscypliny (biegi, skoki i rzuty), a w 1927 pełnił funkcję przewodniczącego Powiatowego Komitetu Wychowania Fizycznego i Przysposobienia Wojskowego, a w tym zakresie organizował miejskie i gminne ośrodki WF.

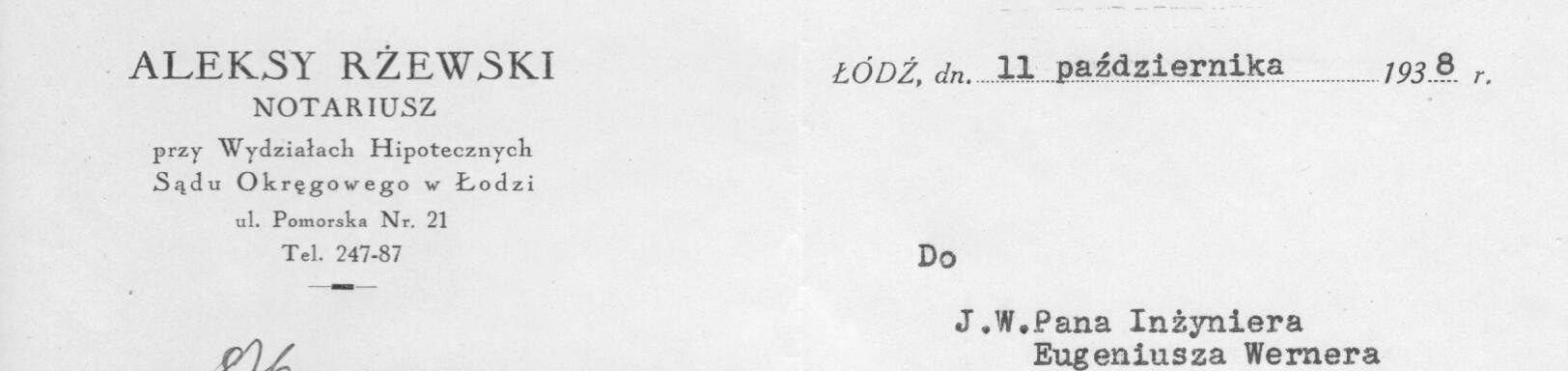
Nagłówek druku firmowego kancelarii notarialnej Aleksego Rżewskiego; 11 października 1938

Po ustąpieniu ze stanowiska starosty do wybuchu II wojny światowej prowadził kancelarię notarialną przy Wydziałach Hipotecznych Sądu Okręgowego w Łodzi, przy ul. Pomorskiej 21; według postępowań lustracyjnych wzorowo. Jego stałymi klientami były spółki Kolej Elektryczna Łódzka (tramwaje miejskie), Elektrownia Zgierska i sukcesorzy Lebrechta Müllera S.A. (przędzalnia i wykończalnia z Rudy Pabianickiej).
Inne funkcje rzeczywiste i honorowe w okresie międzywojennym:
- prezes pierwszego Zarządu „Bratniej Pomocy” Stowarzyszenia Słuchaczy Wyższej Szkoły Nauk Społecznych i Ekonomicznych w Łodzi,
- członek Zarządu Towarzystwa Muzycznego im. Fr. Chopina w Łodzi,
- przewodniczący powiatowego komitetu Przysposobienie Wojskowe i Wychowanie Fizyczne,
- prezes Koła Byłych Słuchaczy i Absolwentów Wyższej Szkoły Nauk Społecznych i Ekonomicznych w Łodzi,
- współzałożyciel Towarzystwa Oświatowego „Naprzód”,
- organizator, z ramienia PPS, Związku Zawodowego Robotników Przemysłu Włóknistego w Łodzi,
- prezes Związku Okręgowego Straży Pożarnych powiatu łódzkiego,
- prezes Ligi Obrony Przeciwlotniczej i Przeciwchemicznej (LOPP) powiatu łódzkiego,
- prezes oddz. łódzkiego Polskiego Czerwonego Krzyża
- członek Towarzystwa Polsko-Szwedzkiego w Łodzi,
- członek Zarządu Związku Straży Pożarnych Województwa Łódzkiego,
- trzeci prezes oddz. łódzkiego Ligi Morskiej i Kolonialnej (1932–1933),
- prezes Łódzkiego Okręgowego Związku Atletycznego (V 1936 – IX 1939),
- członek Bezpartyjnego Bloku Współpracy z Rządem (BBWR).
- honorowy prezes Łódzkiego Towarzystwa Strzeleckiego [bractwo kurkowe] (od 1931),
- honorowy prezes trzech zrzeszeń łowieckich w powiecie łódzkim, m.in. Regionalnego Kółka Łowieckiego w Tuszynie (1934)[20],
- honorowy prezes Kurkowego Bractwa Strzeleckiego w Konstantynowie Łódzkim (od 1934),
- honorowy obywatel Rudy Pabianickiej (dziś w obszarze Łodzi), Tuszyna (od 12 VII 1928)[21] i Aleksandrowa[22]

Niedługo po rozpoczęciu okupacji niemieckiej Łodzi (8 września 1939 roku) wstąpił do konspiracyjnej „Organizacji Orła Białego”. Około 11 listopada 1939 roku został aresztowany (ale nie w związku z przynależnością do „Orła Białego”) podczas dużej akcji łódzkiego Gestapo przeciwko inteligencji Łodzi i okręgu łódzkiego, w ramach tzw. Intelligenzaktion. Wraz z innymi osadzony w obozie przejściowym na Radogoszczu. Po „wyroku” sądu specjalnego w siedzibie łódzkiego Gestapo przy ul. K. Anstadta został rozstrzelany wraz z wielu innymi prawdopodobnie 20 grudnia 1939 roku w Lesie Łagiewnickim. Na Starym Cmentarzu przy ul. Ogrodowej ma symboliczną mogiłę; kwatera 4d.

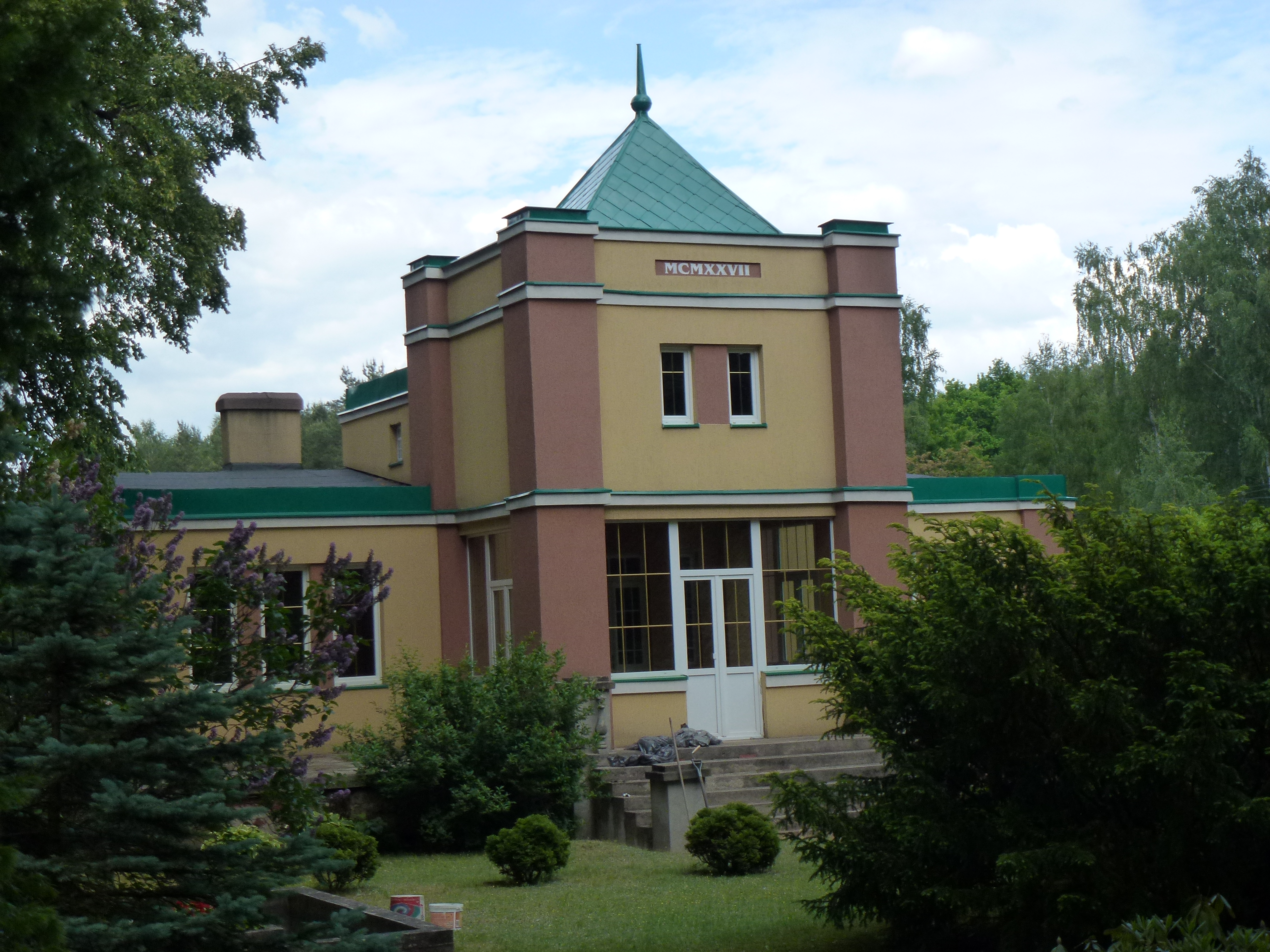
Willa Aleksego Rżewskiego w Zofiówce k. Tuszyna

Mieszkał w willi przy ul. Zelwerowicza 17 w Łodzi . Na początku lat 30. XX w. kupił w Zofiówce k. Tuszyna ziemię i wybudował tam okazałą rezydencję.

## Rodzina
Pierwszą żoną Rżewskiego była Helena Ryźlak (ur. 1894 w Teresinie k. Krośniewic, zam. w Nowem k. Krośniewic przy rodzicach – rolnikach). Ślub wzięli w Nowem 2 listopada?/15 listopada 1911 roku. Byli w separacji od ok. 1912, a formalny rozwód wzięli ok. 1923 roku Małżeństwo było bezdzietne.
Po raz drugi był żonaty ze Stanisławą (ur. 30 kwietnia 1895). Małżeństwo zostało zawarte 10 lutego 1923 roku. Dziećmi z tego małżeństwa byli: Aleksy Stanisław (ur. 19 kwietnia 1915), Zdzisław Władysław (ur. 18 sierpnia 1916), Zbigniew Tadeusz (ur. 11 marca 1920; zginął na Zamojszczyźnie jako ppor. AK) i Mirosława Halina (ur. 14 lutego 1924, zm. w 2021) po mężu Juljańska.
Miał brata, Władysława Józefa (ur. 7 stycznia 1894, zm. 1954).

## Publikacje
Aleksy Rżewski jest autorem szesnastu książek i wielu artykułów opublikowanych na łamach pepesowskich dzienników „Łodzianin” i „Robotnik” i co najmniej kilku wierszo-poematów, m.in. „Idziemy w bój...”. Napisał również autobiografię, która miała kilka wydań, chociaż historycy wskazują w niej fragmenty o charakterze konfabulacyjnym.
- W walce z przemocą. Wspomnienia. Tom pierwszy. Autobiografia. Warszawa-Łódź 1919.
- Za wolność i lud. Tom drugi; autobiografia. Warszawa 1920.
- W walce z trójzaborcami o Polskę niepodległą. Wspomnienia; autobiografia. Łódź 1931.
- Szlakami walki i buntu. Wspomnienia z walk rewolucyjnych z trójzaborcami; autobiografia. Łódź 1936.

## Ordery i odznaczenia
- Krzyż Komandorski Orderu Odrodzenia Polski – 2 maja 1923[b][36].
- Krzyż Niepodległości z Mieczami – 12 marca 1931 „za pracę w dziele odzyskania niepodległości”[37][38][39]
- Krzyż Walecznych[40][41]
- Odznaka Pamiątkowa Więźniów Ideowych[42]

## Upamiętnienie

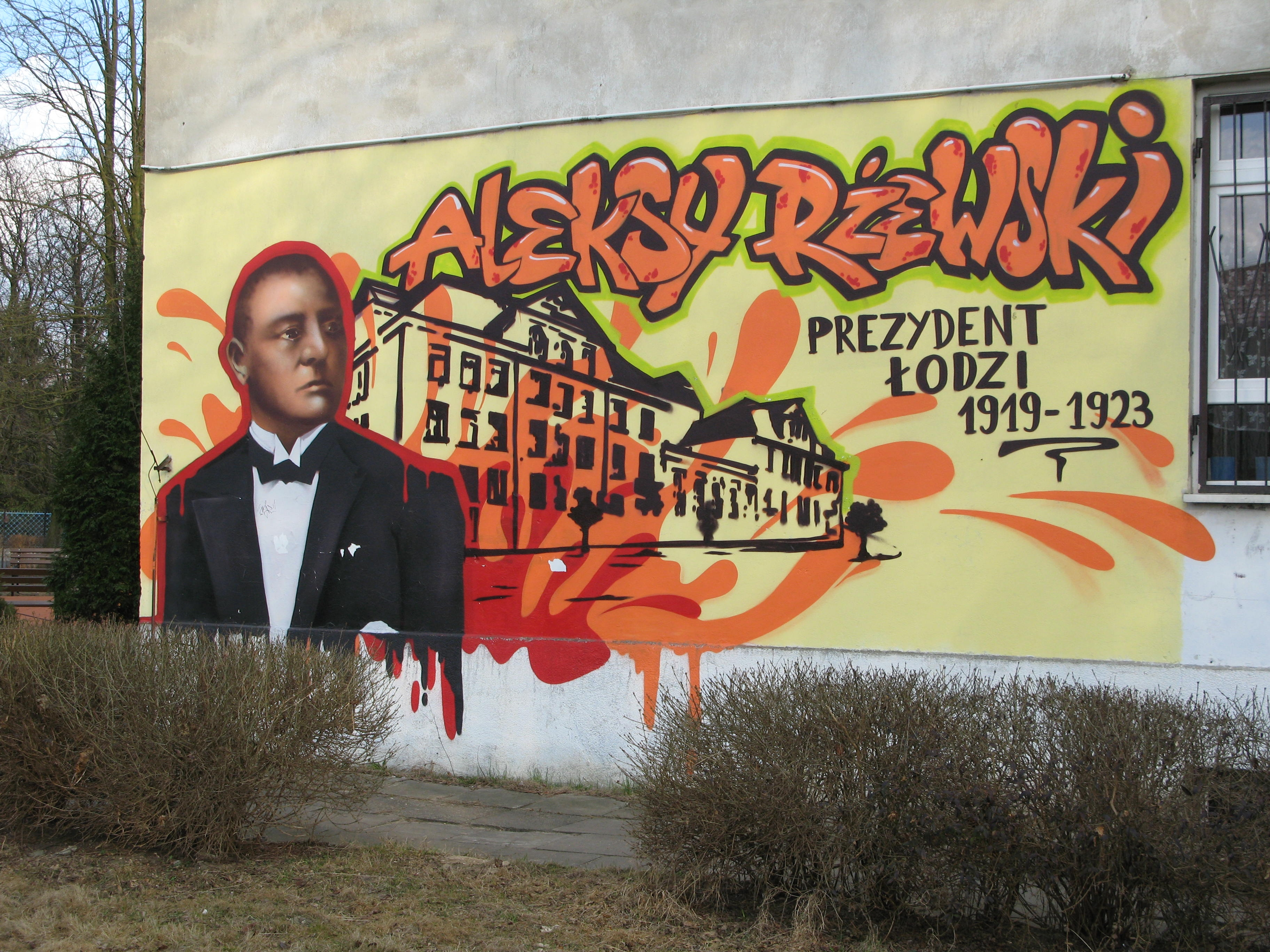
Mural o Aleksym Rżewski przy ul. Ratajskiej 21 w Łodzi (Szk. Podst. nr 116)

Aleksy Rżewski był honorowany i upamiętniany już za życia. Według stanu na 1938 roku posiadał obywatelstwo honorowe podłódzkich miast Aleksandrowa, Tuszyna i Rudy Pabianickiej(włączonej w obszar Łodzi w 1945 roku), w Tuszynie ul. Łaska i w Rudzie Pabianickiej ul. Rynkowa otrzymały miano „Starosty Aleksego Rżewskiego”, Rada Gminny gminy Bełdów nadała bibliotece gminnej imię „Aleksego Rżewskiego”, imieniem Rżewskiego została także nazwana świetlica w Szkole Rolniczej w Czarnocinie oraz 12-kilometrowy odcinek drogi Cyganka – Babiczki. Od 1939 (prawdopodobnie) do 1940 roku oraz od 1945 do 1951 roku imię Aleksego Rżewskiego nosiła ulica najpierw w Rudzie Pabianickiej, a następnie w Łodzi (obecnie ul. Witolda Gombrowicza).
Od 24 kwietnia 1996 roku jego imię nosi ulica na Rogach (dawniej ks. Józefa Czajkowskiego), a od 28 kwietnia 2004 roku Szkoła Podstawowa nr 116 w Łodzi, a w 2011 roku na głównym murze szkoły powstał mural upamiętniający Rżewskiego (ul. Ratajska 2/4).
W 2011 roku powstał film dokumentalny Jacka Grudnia Przebój – Aleksy Rżewski oraz teledysk łódzkiej grupy Psychocukier, „Gwiazda”. Od 2013 roku był patronem Gimnazjum nr 15 w Łodzi, przy ul. gen. J. Sowińskiego 50/56, które zostało wygaszone w związku z reformą systemu edukacji w 2017 roku.
Łódzki oddział Polskiego Czerwonego Krzyża uczcił 8 maja 2015 roku (z okazji obchodzonego w tym dniu Światowego Dnia Czerwonego Krzyża i Czerwonego Półksiężyca) w Zgierzu, w Ośrodku Szkoleniowym PCK na tamtejszym osiedlu „Kurak”, pamięć działaczy, którzy szczególnie zapisali się w historii tej organizacji i całego kraju. Z tej okazji posadzono w tamtejszej alei „dębów pamięci”, kolejne trzy, poświęcone Aleksemu Rżewskiemu, Marii Tarnowskiej i Kazimierzowi Skarżyńskiemu.
Został upamiętniony na wystawie dr Ludwiki Majewskiej pt. „Zagłada mikrokosmosu. Inteligencja w obozie w Radogoszczu 1939/40”, której wernisaż odbył się 10 października 2024 r. w Oddziale Martyrologii Radogoszcz Muzeum Tradycji Niepodległościowych w Łodzi.